# 1283
1283（千二百八十三、せんにひゃくはちじゅうさん）は自然数、また整数において、1282の次で1284の前の数である。

## 性質
- 1283は208番目の素数である。1つ前は1279、次は1289。(オンライン整数列大辞典の数列 A000040)[1]
  - 約数の和は1284。
- 28番目の安全素数である。1つ前は1187、次は1307。(オンライン整数列大辞典の数列 A005385)
- 46番目のいとこ素数の組の大きい方の数である。組の小さい方は1279。1つ前の組は (1213, 1217)、次の組は (1297, 1301)。(オンライン整数列大辞典の数列 A046132)
- 素数 p に対して、p + 8 が素数となる47番目の数である。1つ前は1229、次は1289。(オンライン整数列大辞典の数列 A023202)
- 15に関するグッドスタイン数列の3番目の数である。1つ前は111、次は18752。(オンライン整数列大辞典の数列 A222117)
- 38番目の二進数表記が十進数でも素数になる数である。1つ前は1277、次は1289。(オンライン整数列大辞典の数列 A065720)
- 61番目のエマープである。1つ前は1279、次は1301。(オンライン整数列大辞典の数列 A006567)
- 末尾の桁が 83 となる7番目の素数である。1つ前は983、次は1483。（オンライン整数列大辞典の数列 A244776）
- 各位の和が14になる95番目の数である。1つ前は1274、次は1292。
  - 各位の和が14になる数で素数になる21番目の数である。1つ前は1229、次は1319。(オンライン整数列大辞典の数列 A106756)

## その他 1283 に関連すること
- 西暦1283年